# Hypena laesalis
Hypena laesalis là một loài bướm đêm trong họ Erebidae.